# Demetrio III de Abjasia
Demetrio III (en georgiano: დემეტრე III) fue Rey del Abjasia de 967 hasta 975. Era el tercer hijo  de Jorge II de la dinastía Achba. Sucedió a su hermano León III, que murió sin heredero masculino.

## Vida
Demetrio III sucedió a su hermano León III en 967. La lealtad de los nobles Abjasios a la corona distaba mucho de ser estable. Un partido de nobles se reunió y apeló a su hermano más joven Teodosio, que vivía en el exilio en Bizancio, para afirmar sus derechos al trono. El pretendiente y sus seguidores fueron derrotados rápidamente por  Demetrio III. Teodosio se refugió primero con los Kartli con un tal Adarnase, luego con David III de Tao donde permaneció algún tiempo, y finalmente a la corte de Kvirke II de Kakheti. Demetrio III logró convencer a Teodosio para organizar una reconciliación, que aceptó regresar a Abjasa con garantías confirmadas bajo juramento ante el Catolicós y el clero. El gobierno central era aún poderoso como para controlar el separatismo, pero no tanto como para hacer frente a la crisis estructural. Esta debilidad del gobierno llevó a Demetrio a capturar y cegar a su hermano, lo que provocó la indignación de sus súbditos.
No obstante, Demetrio también muere sin descendencia, y Teodosio III el Ciego (c.975-978) se convierte en el único heredero al trono de Abjasia.